# Høgskavlpiggen
Høgskavlpiggen är en bergstopp i Antarktis. Den ligger i Östantarktis. Norge gör anspråk på området. Toppen på Høgskavlpiggen är 2 340 meter över havet.
Terrängen runt Høgskavlpiggen är huvudsakligen kuperad. Trakten är obefolkad. Det finns inga samhällen i närheten. 